# Uri Geller
Uri Geller (en hebreo: אורי גלר‎; Tel Aviv; 20 de diciembre de 1946) es un ilusionista israelí-británico, personalidad de televisión y psíquico autoproclamado. Es conocido por sus representaciones televisivas en las cuales dobla cucharas supuestamente con el poder de su mente y otras ilusiones. Geller usa trucos de magia para simular los efectos de la psicoquinesis y la telepatía.  

## Primeros años
Geller nació el 20 de diciembre de 1946 en Tel Aviv, que  estaba entonces bajo el Mandato británico de Palestina. Su madre y su padre eran de origen judío-austríaco y judío-húngaro, respectivamente. Geller es hijo de Itzhaak Geller (Gellér Izsák), un sargento mayor retirado del ejército, y Margaret "Manzy" Freud (Freud Manci). Geller afirma ser un pariente lejano de Sigmund Freud por vía materna.
A la edad de 11 años, la familia de Geller se mudó a Nicosia, Chipre, donde asistió a la escuela secundaria Terra Santa College, y aprendió inglés. A la edad de 18 años, se unió a la brigada de paracaidistas del Ejército Israelí, con la que sirvió en la Guerra de los Seis Días de 1967 y fue herido en acción.
Durante 1968 y 1969 trabajó como modelo fotográfico; durante ese tiempo, comenzó a actuar para pequeñas audiencias como animador de un club nocturno, llegando a ser conocido en Israel.
Geller comenzó a actuar en teatros, salas públicas, auditorios, bases militares y universidades en Israel. En la década de 1970, Geller se había hecho conocido en los Estados Unidos y Europa. También recibió atención de la comunidad científica, cuyos miembros estaban interesados en examinar sus supuestas habilidades psíquicas. En la cima de su carrera en la década de 1970, trabajó a tiempo completo, actuando para audiencias televisivas en todo el mundo.

## Carrera
Geller se hizo conocido por demostrar en televisión lo que él decía era psicoquinesis, radiestesia y telepatía. Sus actuaciones incluían doblar cucharas, describir dibujos ocultos y hacer que los relojes se detuvieran o corrieran más rápido. Geller dice que realiza estas hazañas a través de la fuerza de voluntad y la fuerza de su mente. Los magos y los escépticos afirman que Geller ha sido atrapado haciendo trampa y que sus actuaciones pueden ser fácilmente duplicadas con trucos de magia de escenario.
En 1975, Geller publicó su primera autobiografía, My Story, y reconoció que, en su carrera inicial, su mánager lo convenció de agregar un truco de magia para que sus actuaciones duraran más. Este truco consistía en que Geller pareciera adivinar los números de registro de automóviles de los miembros de la audiencia, los cuales su representante le había dado antes de la función. Uno de los críticos más destacados de Geller es el escéptico James Randi, quien ha acusado a Geller en repetidas ocasiones de tratar de hacer pasar trucos de magia como pruebas de poderes paranormales. Randi escribió el libro The Truth About Uri Geller (La verdad sobre Uri Geller) desafiando las afirmaciones de Geller, y a menudo duplicaba las actuaciones de Geller utilizando técnicas de magia escénica.
A mediados de la década de 1980, Geller fue descrito como "varias veces millonario", y se afirmó que realizaba servicios de radiestesia para grupos mineros a una tarifa estándar de £1 millón. En junio de 1986, la revista Australian Skeptic informó que Geller había recibido A$ 350 000 y se le otorgó una opción de 1 250 000 acciones de Zanec a 20c cada una hasta el 5 de junio de 1987.

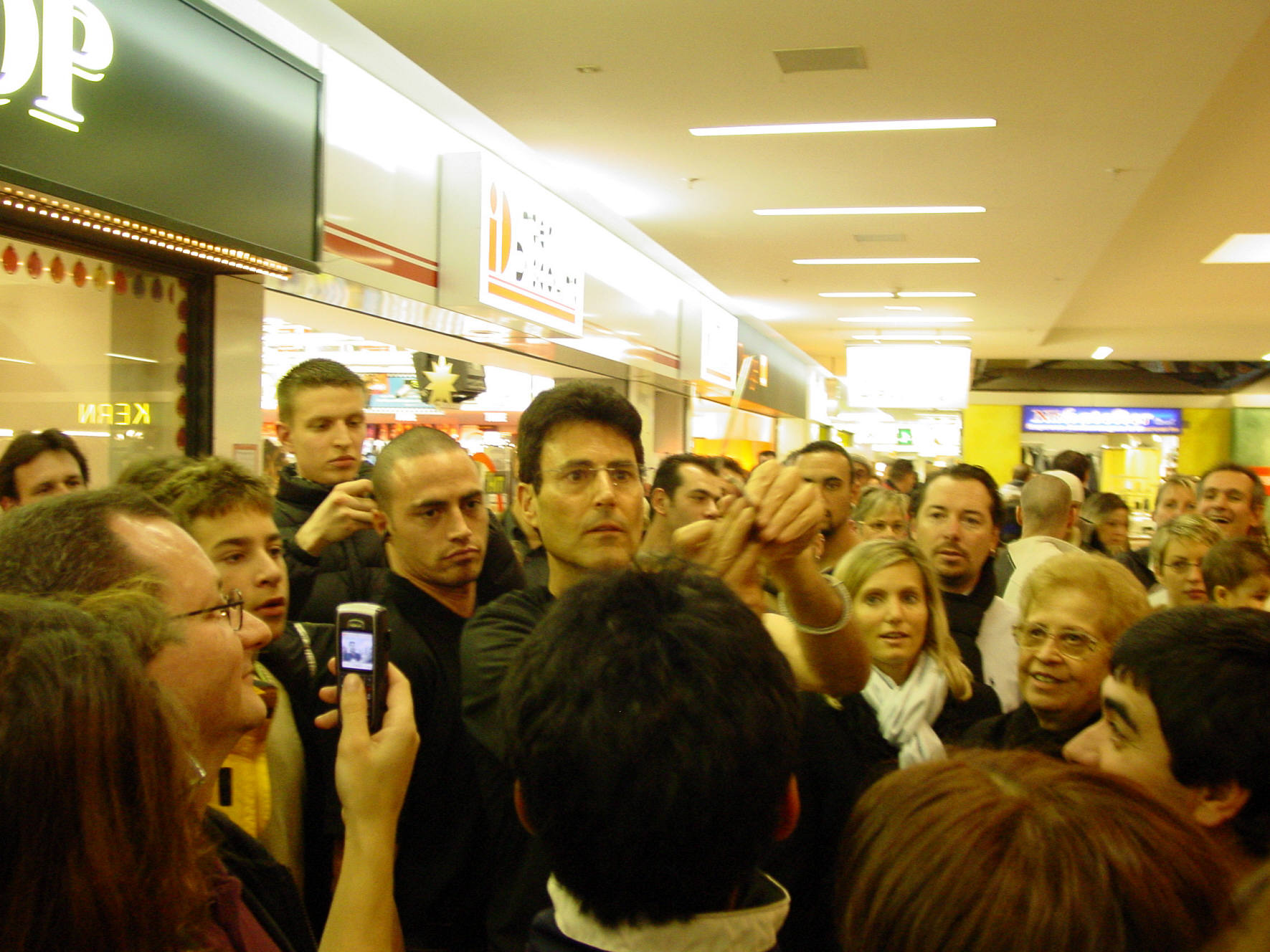
Geller doblando una cuchara en un centro comercial en Suiza en 2005

Geller protagonizó la película de terror Sanitarium (2001), dirigida por Johannes Roberts y James Eaves. En mayo de 2002, apareció como concursante en la primera serie del reality show de televisión I'm a Celebrity. . . ¡Get Me Out of Here! , donde fue el primero en ser eliminado y terminó en último lugar. En 2005, Geller protagonizó Uri's Haunted Cities: Venice, una producción de XI Pictures/Lion TV para Sky One, que condujo a un lanzamiento de "detrás de escena" a principios de 2008 llamado Cursed; ambas producciones fueron dirigidas por Jason Figgis. A principios de 2007, Geller organizó un reality show en Israel llamado The Successor (היורש), donde los concursantes supuestamente mostraban poderes sobrenaturales; Los magos israelíes criticaron el programa diciendo que se trataba simplemente de trucos de magia. En julio de 2007, NBC firmó a Geller y Criss Angel para Phenomenon, para buscar el próximo gran mentalista. El concursante Mike Super ganó el puesto. En enero de 2008, Geller comenzó a presentar el programa de televisión The Next Uri Geller, transmitido por Pro7 en Alemania.
En febrero de 2008, Geller comenzó un programa en la televisión neerlandesa llamado De Nieuwe Uri Geller, con un formato similar al de su homólogo alemán. El objetivo del programa era encontrar el mejor mentalista en los Países Bajos. En marzo de 2008, comenzó el mismo espectáculo en Hungría (A kiválasztott en húngaro). Durante el espectáculo, Geller habla en húngaro e inglés. Geller también realiza sus rutinas estándar de hacer que los relojes detenidos se muevan otra vez, las cucharas salten de los televisores y las mesas se muevan. Geller coprodujo el programa de televisión Book of Knowledge ('El libro del conocimiento'), lanzado en abril de 2008. En octubre de 2009, un programa similar, llamado El sucesor de Uri Geller, se emitió en la televisión griega.

## Actuaciones controvertidas

### The Tonight Show
En 1973, Geller apareció en The Tonight Show Starring Johnny Carson, y esta aparición se relata en el documental de NOVA, James Randi - Secrets of the Psychics (James Randi - Secretos de los psíquicos). En el documental, James Randi dice que "Johnny había sido un mago y era escéptico" de los poderes paranormales que Geller decía tener, así que antes de la fecha de grabación, se le pidió a Randi "que ayudara a evitar cualquier engaño". Siguiendo el consejo de Randi, el programa preparó sus propios accesorios sin informar a Geller, y no permitió que Geller o su personal "se acercaran a ellos". Cuando Geller se unió a Carson en el escenario, pareció sorprendido de que no fuera a ser entrevistado, y que en vez de ello se esperaba que mostrase sus habilidades usando los artículos provistos. Geller dijo "Esto me asusta" y "Como saben, le dije a su gente qué traer" y "Estoy sorprendido porque antes de este programa vino su productor y me leyó al menos 40 preguntas que me iban a hacer". Geller no pudo mostrar ninguna habilidad paranormal, diciendo "No me siento fuerte" y expresó su disgusto al sentir que Carson lo estaba "presionando" para que actuara. De acuerdo al artículo de Adam Higginbotham's del 7 de noviembre de 2014 en el New York Times: 

El resultado fue una inmolación legendaria, en la que Geller ofreció excusas nerviosas a su anfitrión mientras sus habilidades le fallaban una y otra vez. "Me senté allí durante 22 minutos, humillado", me dijo Geller, cuando hablé con él en septiembre. Regresé a mi hotel, devastado. Estaba a punto de empacar al día siguiente y regresar a Tel Aviv. Pensé: eso es todo, he sido destruido.

 De acuerdo con Higginbotham, esta aparición en The Tonight Show, que Carson y Randi habían orquestado para demostrar la falsedad de las supuestas habilidades de Geller, fue contraproducente, 

Para asombro de Geller, fue invitado de inmediato a "The Merv Griffin Show". Estaba en camino de convertirse en una superestrella paranormal. "Ese show de Johnny Carson construyó a Uri Geller", dijo Geller. Para un público confiado y entusiasta, su fracaso solo hizo que sus dones parecieran más reales: si estuviera haciendo trucos de magia, seguramente funcionarían siempre.

### Documental de la BBC de 2013
En 2013, un documental de la BBC llamado The Secret Life of Uri Geller – Psychic Spy? (La vida secreta de Uri Geller - ¿Espía psíquico?) presentaba a Uri Geller, Benjamin Netanyahu, Christopher 'Kit' Green, Paul H. Smith, Harold Puthoff y Russell Targ. El documental afirmaba que Geller se había convertido en un "espía psíquico" para la CIA, que fue reclutado por el Mossad y que trabajó como "agente secreto oficial" en México, siendo un invitado frecuente del presidente José López Portillo. En la película, Geller afirma haber borrado los disquetes llevados por agentes de la KGB cantando repetidamente la palabra "borrar".

### RevistaESP
Como parte de una demostración masiva, la fotografía de Geller apareció en la portada de la revista ESP con el título "El 1 de septiembre de 1976 a las 11 p.m. E.D.T ESTA CUBIERTA PUEDE DOBLAR SUS LLAVES". Según el editor Howard Smukler, se recibieron más de 300 respuestas positivas, muchas de ellas con objetos doblados y descripciones detalladas de las circunstancias circundantes, incluida la flexión de la llave de la ciudad de Providence, Rhode Island.

### Noel's House Party
El presentador de televisión Noel Edmonds a menudo usaba cámaras ocultas para grabar a celebridades en situaciones similares a las de la "cámara escondida" para su programa de televisión, Noel's House Party. En 1996, Edmonds planeó una situación en la que los estantes caerían de las paredes de una habitación mientras Geller estaba dentro. Las cámaras grabaron imágenes de Geller desde ángulos que no esperaba, y mostraron a Geller agarrando una cuchara firmemente con ambas manos mientras se levantaba para mostrar un doblez en ella.

### The Successor
A finales de 2006 y principios de 2007, Geller protagonizó The Successor, un programa de televisión israelí para encontrar a su "sucesor". Durante un segmento, él tenía que una brújula se moviera, aparentemente como resultado de sus habilidades paranormales. Los críticos dicen que las imágenes en cámara lenta del episodio mostraron a Geller colocando un imán en su pulgar inmediatamente antes del movimiento de la brújula. Geller negó que se tratara de un truco de manos y dijo que agradecía el "aura mística" que la publicidad le daba.
Geller realizó el mismo truco con una brújula en 2000 en The View de ABC TV, mismo que luego Randi duplicó en el mismo programa la semana siguiente.

## Supuestos poderes paranormales
Geller afirma que sus hazañas son el resultado de poderes paranormales que le otorgan los extraterrestres, pero críticos como James Randi han demostrado que los trucos de Geller pueden replicarse con técnicas de magia escénica.
A principios de la década de 1970, un artículo en The Jerusalem Post informó que un tribunal había ordenado a Geller que reembolsara el precio del boleto de un cliente y pagara los costos judiciales después de encontrar que había cometido fraude alegando que sus hazañas eran telepáticas. Un artículo de 1974 también insinúa que las habilidades de Geller son trucos. El artículo alegaba que su mánager Shipi Shtrang y la hermana de Shipi, Hannah Shtrang, ayudaban en secreto en las actuaciones de Geller. Geller luego se casó con Hannah y tuvo hijos con ella.
El parapsicólogo Andrija Puharich conoció a Geller en 1971 y lo avaló como un psíquico genuino. Aparentemente bajo hipnosis, Geller afirmó que fue enviado a la Tierra por extraterrestres desde una nave espacial a cincuenta y tres mil años luz de distancia. Geller luego negó las afirmaciones de fantasía espacial, pero afirmó que "existe una pequeña posibilidad de que algunas de mis energías tengan conexión extraterrestre". Puharich también declaró que Geller teletransportó un perro a través de las paredes de su casa. El escritor científico Martin Gardner escribió que "no había ningún experto en fraudes como observador", y por ello nadie debería tomar en serio la afirmación de Puharich.
En su biografía de Geller, Uri: A Journal of the Mystery of Uri Geller (1974) Puharich afirmó que con Geller se había comunicado con computadoras súper inteligentes del espacio exterior. Según Puharich, las computadoras enviaron mensajes para advertir a la humanidad que es probable que ocurra un desastre si los humanos no cambian su accionar. El psicólogo Christopher Evans, quien reseñó el libro para New Scientist, escribió que aunque Puharich creía en cada palabra que había escrito, el libro era crédulo y "aquellos fanáticos de Geller que podrían haber esperado usar el libro como municiones para impresionar a los escépticos... Serían los más decepcionados de todos". Randi ha escrito que la biografía contiene "teorías tontas" pero fue "tanto un impulso como una piedra de molino para Geller".
Las "hazañas" de doblado de cucharas de Geller se discuten en The Geller Papers (1976), editado por Charles Panati el cual causó controversia cuando se publicó. Varios magos prominentes salieron a demostrar que las hazañas psíquicas de Geller podían ser duplicadas fácilmente con magia de escenario. Martin Gardner escribió que Panati había sido engañado por los trucos de Geller y que The Geller Papers eran una "antología embarazosa".
Muchos científicos, magos y escépticos han sugerido posibles formas en que Geller podría haber engañado a su audiencia utilizando técnicas de desvío de la atención. Estos críticos, que incluyen a Richard Feynman, James Randi y Martin Gardner, lo acusan de usar sus demostraciones de manera fraudulenta fuera del negocio del entretenimiento. El físico ganador del Premio Nobel, Richard Feynman, que era un mago aficionado, escribió en Surely You're Joking, Mr. Feynman! (1985) que Geller no pudo doblar una llave para él y su hijo. Relojeros han descrito algunas de sus afirmaciones como simplemente reiniciar un reloj mecánico parado moviéndolo un poco.
En 1992, se le pidió a Geller que investigara el secuestro de la modelo húngara Helga Farkas: predijo que la encontrarían viva y con buena salud, pero nunca fue encontrada y se cree que fue asesinada por sus secuestradores. Geller era amigo de Bruce Bursford y lo ayudó a "entrenar su mente" durante algunas competencias que batieron récords de velocidad en bicicleta en la década de 1990.
Desde la publicación de su primer libro, My Story en 1975, ha afirmado que su riqueza se originó por haber sido comisionado como buscador de minerales por radiestesia y no por doblar cucharas y tenedores.[cita requerida]   En 2007, los escépticos observaron que Geller parecía haber abandonado sus afirmaciones de que no realiza trucos de magia. Randi destacó una cita de la edición de noviembre de 2007 de la revista Magische Welt (Mundo Mágico) en la que Geller dijo: "Ya no diré que tengo poderes sobrenaturales. Soy un artista. Quiero dar un buen show. Todo mi personaje ha cambiado".
En una entrevista posterior, Geller le dijo a Telepolis: "Le dije  esto a esa revista alemana, así que lo que dije, que cambié mi personaje, por lo que puedo recordar, y ya no digo que hago cosas sobrenaturales. No significa que no tenga poderes. Significa que no digo 'es sobrenatural', digo '¡Soy un mistificador!' Eso es lo que dije. Y los escépticos le dieron la vuelta y dijeron: "¡Uri Geller dijo que es un mago!" Nunca dije eso". En esa entrevista, Geller explicó que cuando se le pregunta cómo hace sus hazañas, les dice a los niños que "olviden lo paranormal. ¡Olvídense de doblar la cucharas! En lugar de eso, ¡enfóquense en la escuela! ¡Conviértanse en pensadores positivos! ¡Cree en ti mismo y crea un objetivo! ¡Ir a la universidad! ¡Nunca fumar! ¡Y nunca toques las drogas! ¡Y piensa en el éxito!" 
En febrero de 2008, Geller declaró en el programa de televisión The Next Uri Geller (una versión alemana de The Successor ) que no tenía poderes sobrenaturales, antes de guiñarle un ojo a la cámara.
En marzo de 2019, The Guardian informó que Geller escribió una carta abierta a la primera ministra británica, Theresa May, declarando que él evitaría telepáticamente que ella sacara a Gran Bretaña de la Unión Europea . en palabras de Geller "Por mucho que te admire, te detendré telepáticamente de hacer esto, y créeme que soy capaz de hacerlo".

### Paralelos a la magia escénica
Geller admite: "Claro, hay magos que pueden duplicar [mis actuaciones] mediante trucos". Él ha afirmado que a pesar de que su flexión de cucharas se puede repetir utilizando trucos, él usa poderes psíquicos para lograr sus resultados. James Randi ha declarado que si Geller realmente está usando su mente para realizar estas hazañas, "lo está haciendo de la manera difícil".
Magos de escenario han hecho notar varios métodos para crear la ilusión de una cuchara que se dobla espontáneamente. Lo más común es la práctica del desvío de atención, un principio subyacente de muchos trucos de magia escénica. Hay muchas formas en que se puede presentar una cuchara doblada a una audiencia para que parezca que fue manipulada usando poderes sobrenaturales. Una forma es a través de breves momentos de distracción en los que un mago puede doblar físicamente una cuchara sin que la audiencia lo vea, antes de revelar gradualmente la curva para crear la ilusión de que la cuchara se dobla ante los ojos del espectador. Otra forma es doblar previamente la cuchara, quizás calentándola, reduciendo la cantidad de fuerza que debe aplicarse para doblarla manualmente. 
Durante demostraciones telepáticas de dibujo, Geller ha afirmado tener la capacidad de leer las mentes de los sujetos mientras dibujan. Aunque en estas demostraciones no puede ver la imagen dibujada, a veces está presente en la sala, y en estas ocasiones puede ver a los sujetos a medida que dibujan. Los críticos argumentan que esto puede permitir a Geller inferir formas comunes del movimiento y el sonido del lápiz, con el poder de la sugestión haciendo el resto.
Relojeros han hecho notar que "muchos relojes supuestamente rotos simplemente habían sido detenidos por aceite gomoso, y simplemente sostenerlos en la mano calentaría el aceite lo suficiente como para ablandarlo y permitiría que los relojes volvieran a funcionar".
En 1978, Yasha Katz, quien había sido representante de Geller en Gran Bretaña, dijo que todas las actuaciones de Geller eran simplemente trucos escénicos, y explicó cómo se hacían realmente.
En noviembre de 2008, Geller aceptó un premio durante una convención de magos, el Premio Services to Promotion of Magic Award (Servicios a la Promoción de la Magia) de la Fundación Berglas. En su discurso de aceptación, Geller dijo que si no hubiera tenía poderes psíquicos, entonces "debe ser el más grande" para haber podido engañar a periodistas, científicos y al propio Berglas. En octubre de 2012, Geller dio una conferencia para magos en los Estados Unidos en la fiesta de aniversario número 75 de la revista Genii.

### Pruebas científicas
Las actuaciones de Geller en las que duplica dibujos o dobla cucharas suelen tener lugar en condiciones informales, como entrevistas de televisión. Durante su carrera, permitió que algunos científicos investigaran sus habilidades. Uno de tales estudios fue encargado por la Agencia de Inteligencia de la Defensa de los Estados Unidos como parte del Proyecto Stargate y realizado durante agosto de 1973 en el Stanford Research Institute (ahora conocido como SRI International) por los parapsicólogos Harold E. Puthoff y Russell Targ. Geller fue aislado y se le pidió que reprodujera dibujos simples preparados en otra habitación. Los experimentadores concluyeron que Geller había "demostrado su capacidad perceptiva paranormal de una manera convincente e inequívoca". Al escribir sobre el mismo estudio en un artículo de 1974 publicado en la revista Nature, concluyeron que había tenido el éxito suficiente como para justificar un estudio más serio, acuñando el término "efecto Geller" para referirse al tipo particular de habilidades que les parecía que Geller había demostrado.
Sin embargo en "An Encyclopedia of Claims, Frauds, and Hoaxes of the Occult and Supernatural" (Una enciclopedia de afirmaciones, fraudes y engaños de lo oculto y sobrenatural), Randi escribió: "Hal Puthoff y Russell Targ, quienes estudiaron al Sr. Geller en el Instituto de Investigación de Stanford, sabían, en al menos un caso, que Geller les estaba mostrando un truco de magia". Randi explicó que "Ray Hyman, quien investigó el proyecto en nombre de la Agencia de Proyectos de Investigación Avanzada del Departamento de Defensa, describió los protocolos para esta investigación 'seria' de los supuestos poderes de Geller como 'descuidados e inadecuados'" Los críticos han señalado que tanto Puthoff como Targ ya creían de antemano en los poderes paranormales y que Geller no fue revisado adecuadamente antes de los experimentos. El psicólogo CEM Hansel y el escéptico Paul Kurtz han hecho notar que los experimentos fueron mal diseñados y eran vulnerables al engaño.
Entre los críticos de los experimentos se incluye a los psicólogos David Marks y Richard Kammann, quienes publicaron una descripción de cómo Geller podría haber hecho trampa en una prueba informal de sus supuestos poderes psíquicos en 1977. Su artículo de 1978 en Nature y el libro de 1980 The Psychology of the Psychic (segunda edición, 2000) describen cómo es posible una explicación normal para los supuestos poderes psíquicos de Geller. Marks y Kammann encontraron evidencia de que mientras estaba en SRI, a Geller se le permitió mirar a través de un agujero en la pared del laboratorio que lo separaba de los dibujos que tenía que reproducir. Los dibujos que le pidieron que reprodujera se colocaron en una pared opuesta a la mirilla que los investigadores Targ y Puthoff habían rellenado con gasa de algodón. Además de este error, los investigadores también le habían permitido a Geller acceder a un intercomunicador bidireccional que le permitía escuchar la conversación de los investigadores durante los momentos en que elegían y/o mostraban los dibujos objetivo. Estos errores básicos indican la gran importancia de garantizar que psicólogos, magos u otras personas con un profundo conocimiento de la percepción, que estén capacitados en métodos para bloquear las señales sensoriales, estén presentes durante las pruebas psíquicas. Marks, después de evaluar los experimentos, escribió que ninguna de las afirmaciones paranormales de Geller se había demostrado en condiciones científicamente controladas, y concluyó que "Geller no tiene capacidad psíquica alguna. Sin embargo, creo que es un mago muy inteligente y con mucha práctica".

## Litigios y demandas
Geller ha litigado o amenazado con acciones legales a algunos de sus críticos con un éxito variado pero en general negativo. Los mismos incluyen acusaciones de difamación contra James Randi y el ilusionista Gérard Majax.
En 1971, un estudiante de ingeniería mecánica llamado Uri Goldstein asistió a una de las presentaciones de Geller, y posteriormente demandó a los promotores del evento por incumplimiento de contrato. Se quejó de que Geller había prometido una demostración de varios poderes psíquicos, pero solo había realizado trucos de manos y magia escénica. El caso se presentó ante el tribunal civil de Beerseba. Geller no estuvo presente ya que la citación había sido enviada a la oficina del promotor Miki Peled, quien la había ignorado por ser trivial. Goldstein recibió 27.5 liras (alrededor de $ 5) por incumplimiento de contrato. Más tarde, Goldstein admitió que fue al programa específicamente con la intención de demandarlos para recuperar su dinero, y que ya había encontrado un abogado que lo representara antes de asistir a la presentación.
En una entrevista de 1989 con un periódico japonés, James Randi fue citado diciendo que Geller había llevado a un científico a "dispararse en la cabeza" después de descubrir que Geller lo había engañado. Randi luego afirmó que era una metáfora perdida en la traducción. La historia también se repitió en un periódico canadiense, que citó a Randi diciendo esencialmente lo mismo: "Un científico, un metalúrgico, escribió un artículo respaldando las afirmaciones de Geller de que podía doblar metal. El científico se dió un tiro después de que le mostrara cómo se hizo el truco de doblar una llave". En 1990, Geller demandó a Randi en un tribunal japonés por las declaraciones publicadas en el periódico japonés. Randi afirma que no podía permitirse el lujo de pagar su defensa legal, por lo tanto, perdió el caso por defecto. El tribunal declaró que la declaración de Randi era un "insulto" en lugar de difamación, y emitió un veredicto simbólico en su contra, haciendo que se le pagara a Geller solo "un tercio del uno por ciento de lo que había exigido". Dado que el delito de "insulto" solo se reconoce en la ley china y japonesa, Randi no estaba obligado a pagar. Más tarde, en 1995, Geller acordó no exigir el pago de la multa japonesa. Randi sostiene que nunca le ha pagado nada a Geller.
En 1992, Geller presentó una demanda de $15 millones de dólares contra Randi y CSICOP por declaraciones hechas en una entrevista del International Herald Tribune el 9 de abril de 1991, pero no tuvo éxito porque el estatuto de limitaciones había expirado. En 1994, Geller solicitó que se desestimara sin perjuicio, y se le ordenó pagar $50,000 dólares por los honorarios del abogado del editor. Después de no pagar a tiempo, Geller fue sancionado con $20,000 dólares adicionales. Debido a la sanción, la demanda fue desestimada con prejuicio, lo que, según los abogados de Randi, significa que Geller no puede presentar la misma demanda en ninguna otra jurisdicción. En 1995, Geller y Randi anunciaron que esto resolvió "las últimas demandas restantes" entre él y el CSICOP. Como parte del acuerdo, Geller accedió a no buscar el pago de la decisión japonesa de 1990, a cambio de que Prometheus Books inserte una errata en todas las ediciones futuras de Physics and Psychics, corrigiendo las declaraciones erróneas hechas sobre él.
En 1991, Geller demandó a la corporación Timex y a la firma de publicidad Fallon McElligott por millones de dólares en Geller v. Fallon McElligott al respecto de un anuncio que muestra a una persona doblando tenedores y otros artículos, pero no puede detener un reloj Timex. Geller recibió una sanción de $149,000 dólares por presentar una demanda frívola.
En 1998, la Comisión de Normas de Radiodifusión (BSC) del Reino Unido rechazó una queja presentada por Geller, diciendo que "no era injusto que los magos mostraran cómo duplican esas 'hazañas psíquicas'" en el episodio de Equinox del Reino Unido "Secrets of the Super Psychics".
También consideró una demanda contra IKEA por una línea de muebles con patas dobladas que se llamaba la línea "Uri".

### Derechos de autor
En noviembre de 2000, Geller demandó a la compañía de videojuegos japonesa Nintendo por £60 millones de libras por la especie Pokémon "Yungerer", traducida al inglés como "Kadabra", que según él era una apropiación no autorizada de su identidad. El Pokémon en cuestión tiene habilidades psíquicas y lleva una cuchara en la mano. Geller también afirmó que la estrella en la frente de Kadabra y los patrones de rayos en su abdomen son simbolismos populares entre las Waffen SS de la Alemania nazi. El katakana para el nombre del personaje, ユ ン ゲ ラ ー, es visualmente similar a la transcripción del propio nombre de Geller al japonés (ユ リ ゲ ラ ー). Se le cita diciendo: "Nintendo me convirtió en un personaje Pokémon malvado y oculto. Nintendo robó mi identidad usando mi nombre y mi imagen".  El director del anime Pokémon y el artista del guion gráfico Masamitsu Hidaka confirmaron en una entrevista que Kadabra no se usaría en una Pokémon Trading Card hasta que se llegara a un acuerdo sobre el caso. Hasta 2020, el acuerdo no se ha alcanzado y la última tarjeta de Kadabra lanzada estaba en el conjunto Skyridge e-Reader (2002/2003).
En 2007, Geller emitió un aviso de DMCA a YouTube para eliminar un video subido por Brian Sapient del "Escuadrón de respuesta racional" que fue extraído de un episodio del programa de televisión Nova titulado Secrets of the Psychics (Secretos de los psíquicos). El video incluye imágenes de Geller siendo incapaz de lograr sus trucos. En respuesta, Sapient se contactó con la Electronic Frontier Foundation, emitió una contra notificación DMCA y demandó a Geller por mal uso de la DMCA. La compañía de Geller, Explorologist, presentó una contra demanda. Ambos casos se resolvieron fuera de los tribunales; se pagó un acuerdo monetario (pero no está claro quién pagó a quién) y los ocho segundos de material de archivo propiedad de Explorologist fueron liberados bajo una licencia Creative Commons no comercial.

## Vida personal
Geller ha vivido en Jaffa en Israel desde 2015. Anteriormente vivió en el pueblo de Sonning-on-Thames, Berkshire, en el Reino Unido. Es trilingüe, habla hebreo, húngaro e inglés con fluidez. En una aparición en el talk show de Esther Rantzen, Esther, en 1996 , Geller dijo que había sufrido de anorexia nerviosa y de bulimia durante varios años.
Michael Jackson fue el padrino cuando Geller renovó sus votos matrimoniales en 2001. Geller también negoció la entrevista televisiva entre Jackson y el periodista Martin Bashir, Living with Michael Jackson.
Geller es presidente de International Friends of Magen David Adom, un grupo que presionó al Comité Internacional de la Cruz Roja para reconocer la Magen David Adom ("Estrella Roja de David") como una organización de ayuda humanitaria.
En 1997 trató de ayudar al club de fútbol de segunda división Exeter City, a ganar un juego crucial de fin de temporada colocando cristales "infundidos de energía" detrás de las portería en el terreno de Exeter (Exeter perdió el juego 5–1); fue nombrado copresidente del club en 2002. El club fue relegado a la Liga nacional en mayo de 2003, donde permaneció durante cinco años. Desde entonces ha cortado lazos con el club. También había estado involucrado con Reading FC y afirmó en 2002 que los había ayudado a evitar el descenso al lograr que los seguidores del club lo miraran a los ojos y decir "gana, Reading, gana". El gerente del Reading Alan Pardew desestimó el papel de Geller en la supervivencia del club, que se logró gracias a un empate en el partido crucial, y declaró "tan pronto como tenemos un poco de alegría, gracias a todo el trabajo duro y los esfuerzos de mi personal y jugadores, de repente sale de la nada y trata de convertirse en el centro de atención".
Tras la muerte de Michael Jackson, ITV, transmitió en julio de 2009 una entrevista con Geller sobre su asociación con Jackson, titulada My Friend Michael Jackson: Uri's Story.

### Propiedades
El 11 de febrero de 2009, Geller compró la isla deshabitada "Lamb" de 100 metros por 50 metros frente a la costa este de Escocia, anteriormente conocida por sus juicios de caza de brujas y playas que Robert Louis Stevenson describió en su novela La Isla del Tesoro. Geller afirma que enterrado en la isla hay un tesoro egipcio, llevado allí por Scota, la hija de un faraón y antepasada epónima de los escoceses según la mitología irlandesa, hace 3500 años. Y afirmó que encontrará el tesoro a través de la radiestesia. Geller también afirmó haber fortalecido los poderes místicos de la isla al enterrar allí una esfera de cristal que alguna vez perteneció a Albert Einstein.
En 2014, el Duque de Kent reveló la estatua de un gorila de doce pies de altura hecha de aproximadamente 40,000 cucharas de metal en el jardín de Berkshire de Geller, con la posible intención de trasladarla al Hospital Great Ormond Street. La estatua fue soldada por el escultor Alfie Bradley y financiada por el British Ironworks Centre of Oswestry. Según Bradley, muchas de las cucharas fueron donadas por niños de escuelas de todo el mundo. Hablando en la presentación, Geller dijo: "Esto no recaudará dinero para caridad. Hará algo mejor. Asombrará a los niños enfermos".